# Контрада Пратели (Анкона)
Контрада Пратели је насеље у Италији у округу Анкона, региону Марке.
Према процени из 2011. у насељу је живело 14 становника. Насеље се налази на надморској висини од 374 м.